# Henschel Hs 121
L'Henschel Hs 121 fu un aereo da addestramento avanzato, monomotore monoplano ad ala di gabbiano posizionata alta in fusoliera, sviluppato dall'azienda tedesca Henschel Flugzeugwerke AG nel 1934 e rimasto allo stadio di prototipo.
Progettato per rispondere ad una specifica RLM per un modello destinato alle scuole di volo della Luftwaffe, sottoposto a prove di valutazione comparative gli fu preferito il Focke-Wulf Fw 56 ed il suo sviluppo venne abbandonato.

## Storia del progetto
Già nelle prime fasi della sua esistenza il Reichsluftfahrtministerium (RLM), il ministero deputato alla gestione dell'intera aviazione civile e militare della Germania dopo l'ascesa politica di Adolf Hitler, cominciò a definire un programma di ricostituzione dell'aeronautica militare nazionale. A tale scopo il Technisches Amt (identificato anche come C-Amt), ufficio tecnico della sua componente militare e che faceva capo alla Luftwaffe espresse l'esigenza di dotarsi di un aereo da caccia leggero identificato come Heimatschutzjäger, una soluzione già sperimentata anche in Francia e che si basava su un velivolo compatto, di peso contenuto e mosso da un motore aeronautico dalla potenza ridotta ma tuttavia adeguata alla massa del modello. Questa particolare categoria di caccia, che sfruttava le potenziali doti di agilità date dalla massa ridotta, e che era destinata al ruolo di caccia "di emergenza" e da difesa aerea del territorio, risultava anche adatta all'addestramento avanzato dei piloti destinati ai Jagdgeschwader (JG) così che nel 1935 emise una specifica relativa alla fornitura di un nuovo modello monoposto che potesse soddisfare tali esigenze da destinare alle scuole di volo della Luftwaffe. Tra le caratteristiche richieste quella dell'adozione del motore Argus As 10C, un 8 cilindri a V rovesciata raffreddato ad aria in grado di esprimere una potenza pari a 240 CV (180 kW). Alla richiesta risposero quattro aziende aeronautiche nazionali, la Arado Flugzeugwerke, la Focke-Wulf Flugzeugbau, la Ernst Heinkel Flugzeugwerke e la Henschel Flugzeugwerke.
Nel 1933 la Henschel-Werke incaricò il Dipl.-Ingenieur Koch di eseguire il progetto rispettando le specifiche imposte ed il prototipo, realizzato nelle strutture adiacenti all'aviosuperficie di Johannisthal a 15 km a sudest di Berlino, venne portato in volo per la prima volta il 4 gennaio 1934 ai comandi del Professor Scheubel.
Presentava una fusoliera monoposto con struttura in tubi di acciaio saldati, con un abitacolo aperto posto all'altezza del bordo d'uscita alare. L'ala, montata alta e con configurazione ad ala di gabbiano, era controventata da una robusta struttura che collegava la parte centrale delle due semiali alla struttura inferiore della fusoliera. La particolare configurazione era stata scelta per permettere una migliore visibilità anteriore al pilota nella fase di rullaggio. Il carrello d'atterraggio infatti era fisso e di impostazione classica, completamente carenato, ammortizzato anteriormente e dotato posteriormente di un ruotino d'appoggio.
Il prototipo, che assunse la denominazione di Hs 121 V1, venne valutato dalla commissione esaminatrice e dopo il confronto nei collaudi del 1935, dove si scontrò con i concorrenti Arado Ar 76, Heinkel He 74, Focke-Wulf Fw 56 ed Henschel Hs 125, quest'ultimo uno sviluppo dello stesso ma ad ala bassa, il Reichsluftfahrtministerium decretò vincitore l'Fw 56 ed ordinò alla Focke-Wulf di avviarne la produzione in serie.
A seguito dell'esito negativo la Henschel decise di abbandonare il progetto.

## Versioni
- Hs 121 V1: primo ed unico prototipo